# Kopalniana Góra
Kopalniana Góra – góra ze szczytem na wysokości 700 m n.p.m. znajdująca się w Masywie Śnieżnika w Sudetach, na terenie Śnieżnickiego Parku Krajobrazowego.

## Geografia
Kopalniana Góra wyrasta ze stoku Opacza, stanowiąc jego północną, niższą kulminację, ostatnią w rozłogu Śnieżnika. Wznosi się ponad zakolem Nysy Kłodzkiej i zabudowaniami Potoczka. U podnóża Kopalnianej góry do Nysy Kłodzkiej uchodzi Jadłówka.

## Geologia
Zbudowana jest z łupków metamorficznych i skał gnejsowych należących do metamorfiku Lądka i Śnieżnika.

## Roślinność
Porośnięty świerkowym lasem regla dolnego.